# Đuličan
Đuličan je naseljeno mjesto u općini Glamoč, Federacija Bosne i Hercegovine, BiH.

## Stanovništvo

### 1991.
Nacionalni sastav stanovništva 1991. godine, bio je sljedeći:
ukupno: 148
- Srbi - 101 (68,24%)
- Muslimani - 26 (17,56%)
- Hrvati - 20 (13,51%)
- ostali, neopredijeljeni i nepoznato - 1 (0,67%)

### 2013.
Nacionalni sastav stanovništva 2013. godine, bio je sljedeći:
ukupno: 81
- Srbi - 46 (56,79%)
- Bošnjaci - 27 (33,33%)
- Hrvati - 8 (9,88%)